# Bánh gạo nước

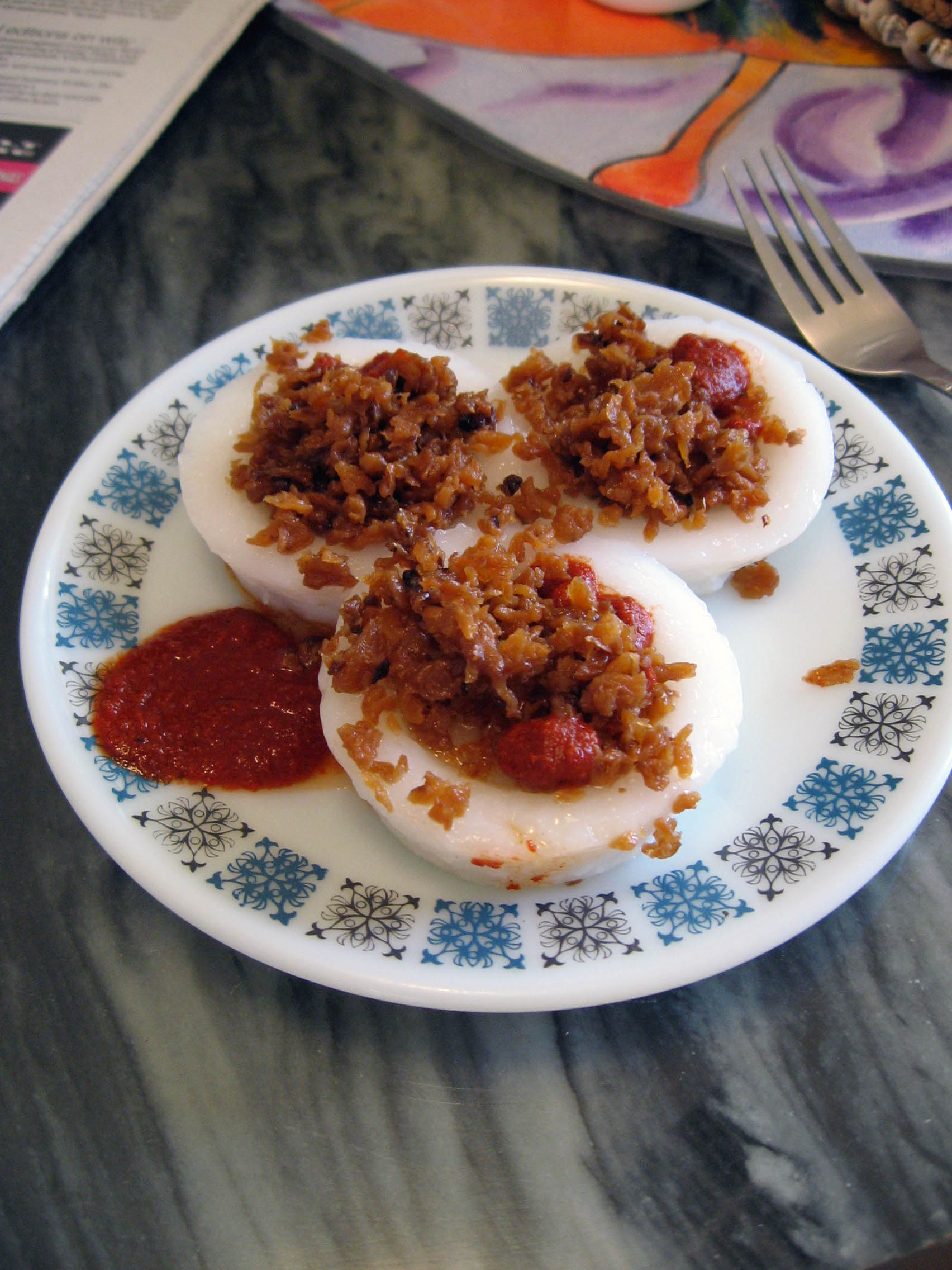
Chwee kueh (zwee gway) ăn kèm với củ cải rất thích hợp

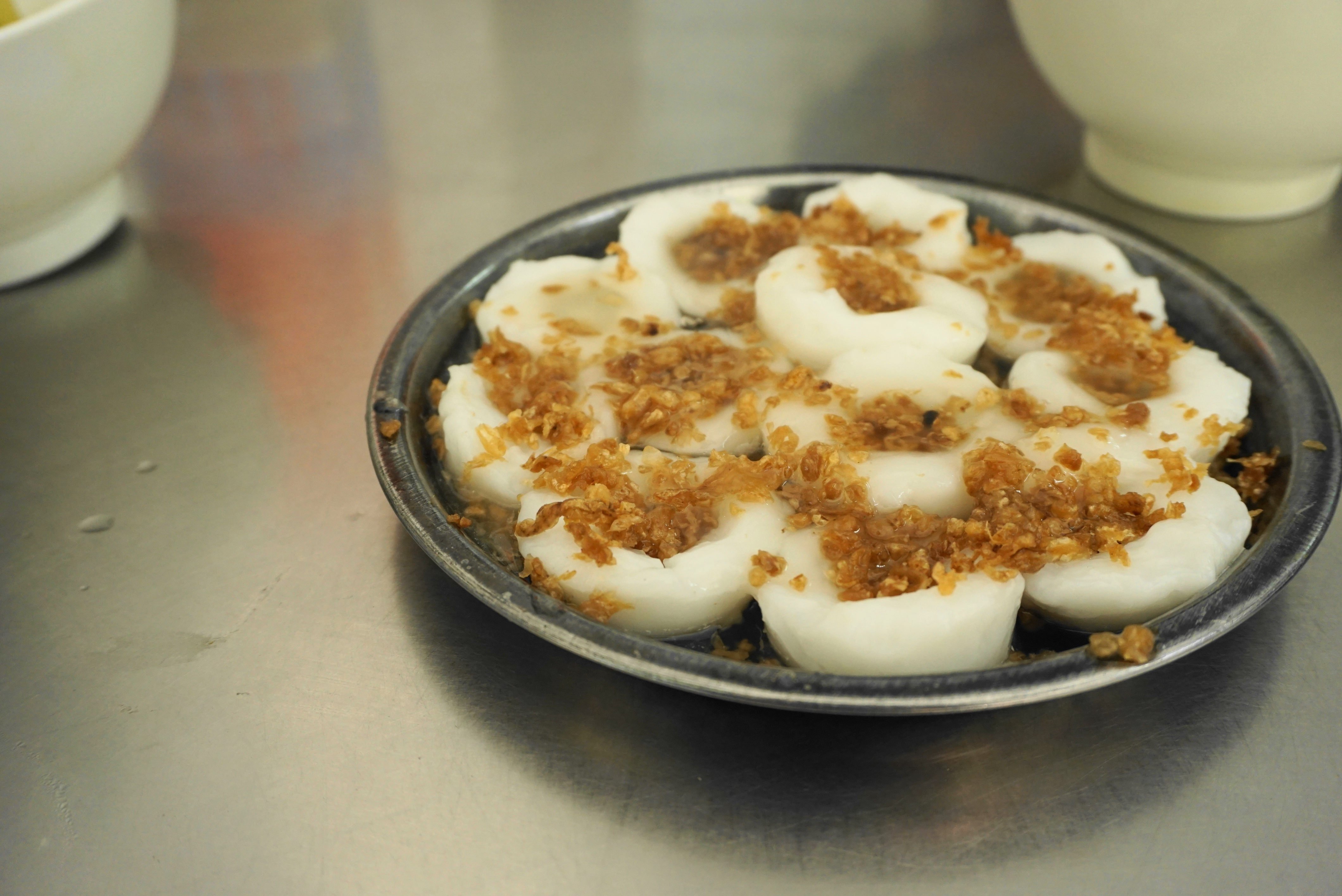
Chwee Kueh ở Sán Đầu, Trung Quốc

Bánh gạo nước hay Chwee kueh (tiếng Trung: 水粿; bính âm: shuǐguǒ; Bạch thoại tự: chúi-kóe; nghĩa đen 'water rice cake') là một món ăn đường phố của Singapore. Nó là một phần của ẩm thực Teochew. Chwee Kueh có nghĩa là bánh gạo nước, làm bằng nước và bột gạo, hấp trên hộp thiếc nhỏ. Chúng mịn và mượt, trên cùng của bánh là củ cải chiên và tương ớt, thường được dùng như bữa ăn nhẹ. Món này được ăn ở Trung Quốc, Singapore, Thái Lan, Johor, Malaysia và một số vùng của Đông Nam Á.
Để làm Kueh Chwee, gạo bột và nước được trộn lẫn với nhau để tạo thành một hỗn hợp hơi nhớt. Sau đó, hỗn hợp này được đổ vào những chiếc cốc nhôm nhỏ giống chiếc đĩa và hấp chín, tạo thành hình dạng giống chiếc bát đặc trưng khi nấu chín. Những chiếc bánh gạo gần như không có mùi vị riêng, nhưng được phủ với củ cải thái hạt lựu và ăn kèm với tương ớt. Mỗi đầu bếp sẽ có bí quyết riêng để bánh gạo mượt mịn.